# Passalora campi-silii
Passalora campi-silii är en svampart som först beskrevs av Speg., och fick sitt nu gällande namn av U. Braun 1995. Passalora campi-silii ingår i släktet Passalora och familjen Mycosphaerellaceae.   Inga underarter finns listade i Catalogue of Life.